# ملک‌لی، آق‌دام
ملک‌لی (ترکی آذربایجانی: Məlikli) یک منطقهٔ مسکونی در جمهوری آرتساخ است که در استان مارتاکرت واقع شده‌است.